# Zieleń kobaltowa

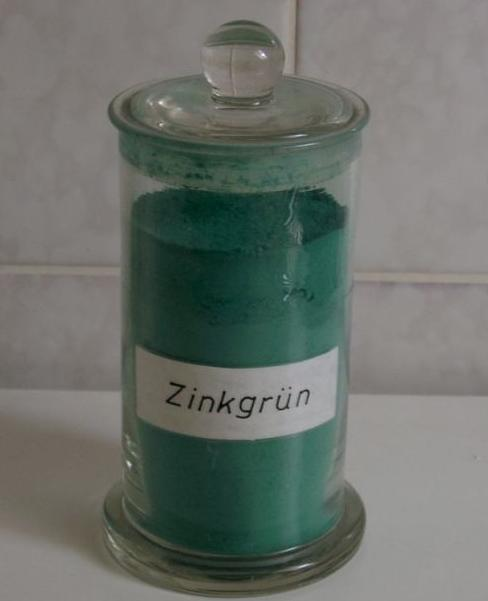

Zieleń kobaltowa (zieleń Rinmanna) – półprzezroczysty zielony pigment powstający w wyniku mieszania i podgrzewania tlenku kobaltu(II) z tlenkiem cynku. Została otrzymana po raz pierwszy w 1780 roku przez szwedzkiego chemika Svena Rinmanna. Wykazuje wysoką stabilność i może być mieszana z innymi barwnikami. Jest jednak rzadko wykorzystywana ze względu na zbyt wysoką cenę w stosunku do jakości.